# Frances Callier
Pour les articles homonymes, voir Callier.
Frances Callier, née Eleanor Frances Callier le 17 mai 1969 à Chicago, dans l'Illinois, est une actrice américaine.

## Biographie
Elle est surtout connue pour son rôle de Roxy dans la série Hannah Montana dans lequel elle est le garde du corps d'Hannah, et sa participation en été 2009 à I'm a Celebrity... Get Me Out of Here ! 

## Filmographie

### Cinéma
- 2009 : Ce que pensent les hommes (He's Just Not That Into You) : Frances

### Télévision
- 2001 : Larry et son nombril (Curb Your Enthousiasm) (série télévisée) :  Une travailleuse social
- 2003 : Hey Monie! (série télévisée) : Yvette
- 2003 : Frasier (série télévisée) : Une infirmière
- 2004 : Drake et Josh (série télévisée) : Helen
- 2004 : According to Jim (série télévisée) : Trudy - Lamaze instructor
- 2005 : Earl (My Name is Earl) (série télévisée) : Barbie
- 2006-2008 : Hannah Montana (série télévisée) : Roxy
- 2007 : Frangela (Téléfilm)
- 2008 : Emily's Reasons Why not (série télévisée) : La réceptionniste
- 2009 : The Cleveland Story (série télévisée) : Cookie Brown